# Período (física)

Un período (denotado por 'T') es el tiempo necesario para que un ciclo completo de vibración pase en un punto dado. A medida que la frecuencia de una onda aumenta, el período de tiempo de la onda disminuye. La unidad para el período de tiempo es 'segundos', matemáticamente como: T = 1/f o como: f = 1/T. o como T=t/n
- El período orbital es el tiempo para que algo gire (orbite) algo más.
- El período de un péndulo es el tiempo que toma de un lado a otro y de regreso.
- Un electrón que se mueve en una órbita helicoidal que tiene un eje perpendicular al campo magnético tiene un período dado por T=2πm/qB, donde m es la masa del electrón, q es la carga del electrón y B es el campo magnético.